# 土侯国切手
土侯国切手（どこうこくきって）とは、現在ではアラブ首長国連邦を構成する一部の首長国において、1963年から1972年にかけて郵便に使用する目的でなく、切手収集家目的に濫発された郵便切手に対する総称である。アラブ土侯国切手と呼称される場合もある。

## 発行国
いずれも休戦オマーンを構成していた。
- アジュマーン
  - マナーマ（英語版）（アジュマーンの飛び地）
- ウンム・アル＝カイワイン
- シャールジャ
  - ホール・ファッカーン（シャールジャの飛び地）
- フジャイラ
- ラアス・アル＝ハイマ

他にも北イエメン（1962年に共和政移行）の王党派（イエメン・ムタワッキリテ王国）や南アラビア保護領の上ヤファ首長国（いずれも現在のイエメンに統合）名義で発行された切手、またクウェート政府の許可をとらずに大阪の日本万国博覧会会場で販売された似非切手も土侯国切手に入る場合がある。

## 概要
切手収集の趣味は世界的なものであり、世界各国も比重に差こそあれ郵便事業の利潤獲得のために、収集家が喜んで購入し死蔵されるような美しい切手が発行されることは少なくない。また小国では国家財政の重要な歳入源になっている。
郵便を目的としたものではないとされる切手を発行した国家は古今東西存在しており、1930年代に切手発行国だったタンヌツーバ（のちにソ連に併合され、現在のロシア・トゥヴァ共和国となる）があるほか、現在でも世界的に承認されていない旧ソ連から分離独立を目指す地域（沿ドニエストル共和国や南オセチア共和国など）や、1990年代前半からの内戦で長い間、国家として機能していなかったソマリア名義のものや、サハラ・アラブ民主共和国名義の切手も国際切手市場に多数存在する。また、存在した時期が短いため認知度が低く、架空の国家と誤認されることさえあった南モルッカ共和国名義の切手のようなケースもあった。
アラビア半島の休戦オマーンでは当初、イギリスが郵政事業を行い、イギリス領インド帝国の切手にクウェート、バーレーンの国名を加刷したものを切手として使った。インドが独立して以降はイギリスの切手に、現地で使われていたインド・ルピーの額面を加刷したものを切手として使用した。1963年に休戦オマーンを構成した首長国アジュマーン（アジマン）、アブダビ、ウンム・アル＝カイワイン、シャールジャ、ドバイ、フジャイラ、ラアス・アル＝ハイマがそれぞれ独自に切手の発行を開始した。このうちアブダビとドバイは石油産出国のため財政が豊かで切手も実用的な範囲で発行されていたが、そのほかの首長国は石油が産出せず生産性が低い農業と漁業しか産業がなかったため、切手販売による現金収入目当てに、世界各国の切手収集家を狙ってすさまじい種類の切手を粗造濫発した。これらが今日、土侯国切手と呼ばれているものであり、このため世界中に大量の土侯国切手が流通した（現存する首長国と区別するために土侯国という表記が使われる）。
これら土侯国切手は現地で郵便に使えないわけではなかったが、しかし郵便事業の規模を考えれば実際には使われないような量の切手を濫発した。その結果、世界中の切手収集家の顰蹙を買うこととなった。伝統的な切手の収集家は、こうした郵便事業の趣旨から大きく逸脱した切手を「いかがわしい切手（doubtful stamps）」と呼んでいる。世界的な切手カタログである「スコットカタログ」には長らく収録されず、切手収集家による国際的な切手展（切手コレクションコンクール）の出品リーフに土侯国切手を入れると大きな減点になるとされてきた。しかし2019年になってスコットカタログの2020年版にラアス・アル＝ハイマの切手が不完全ながら採録され始め、日本国内の切手展でも土侯国切手に関する出品が行われるなど、その評価は徐々に変化しつつある。
アラブ首長国連邦が1972年に各首長国の郵便事業を引き継いだことに伴い土侯国切手も同年限りで発行が終了したが、各土侯国が切手の製造販売を委託していたエージェントが契約終了直前に小型サイズの切手を濫発した。1960年代から1970年代にかけて発行された土侯国切手は8,000種類以上にのぼるとされる。単片ベースでは16,000種類に迫るという集計もある（発行枚数の節を参照）。

## 土侯国切手の題材
土侯国切手の題材として、当地の文物や風景が登場することがほとんどなく、世界中の収集家に受け入れられるように、世界各国の動物や植物、著名な風景や絵画、そしてオリンピックやアポロ計画、日本万国博覧会などをテーマにした切手を濫発していた。その結果、日本でも1970年代の切手ブームの時には、同じく格安で販売されていた東欧の社会主義国の切手とともに駄菓子屋の景品として挿入されることが多かった。また切手の製造販売権を海外のエージェントに売り渡していたため、アジュマーンでは住民の大半を占める保守的なイスラム教徒の間では女性の肌の露出がタブー視されていたにもかかわらず、ヌード絵画が切手の図柄に採用されていた。
1964年の東京オリンピックを経て日本の国際的な経済的地位が向上した結果、1966年から各土侯国は日本をモチーフとした切手を発行し始める。浮世絵の春画を切手にしたり、1971年の昭和天皇訪欧の際には昭和天皇と香淳皇后の肖像を使った切手を発行したため、宮内庁が正式に抗議する事態も発生した。また首長国のうちラアス・アル＝ハイマが1971年に札幌オリンピックを記念する切手を発行したが、スポーツとは関係のない風景と特産品がデザインされていた。そのうち札幌テレビ塔とサッポロビールが登場し、イスラム教徒にとって禁酒が教義であることを無視するような切手もあった。

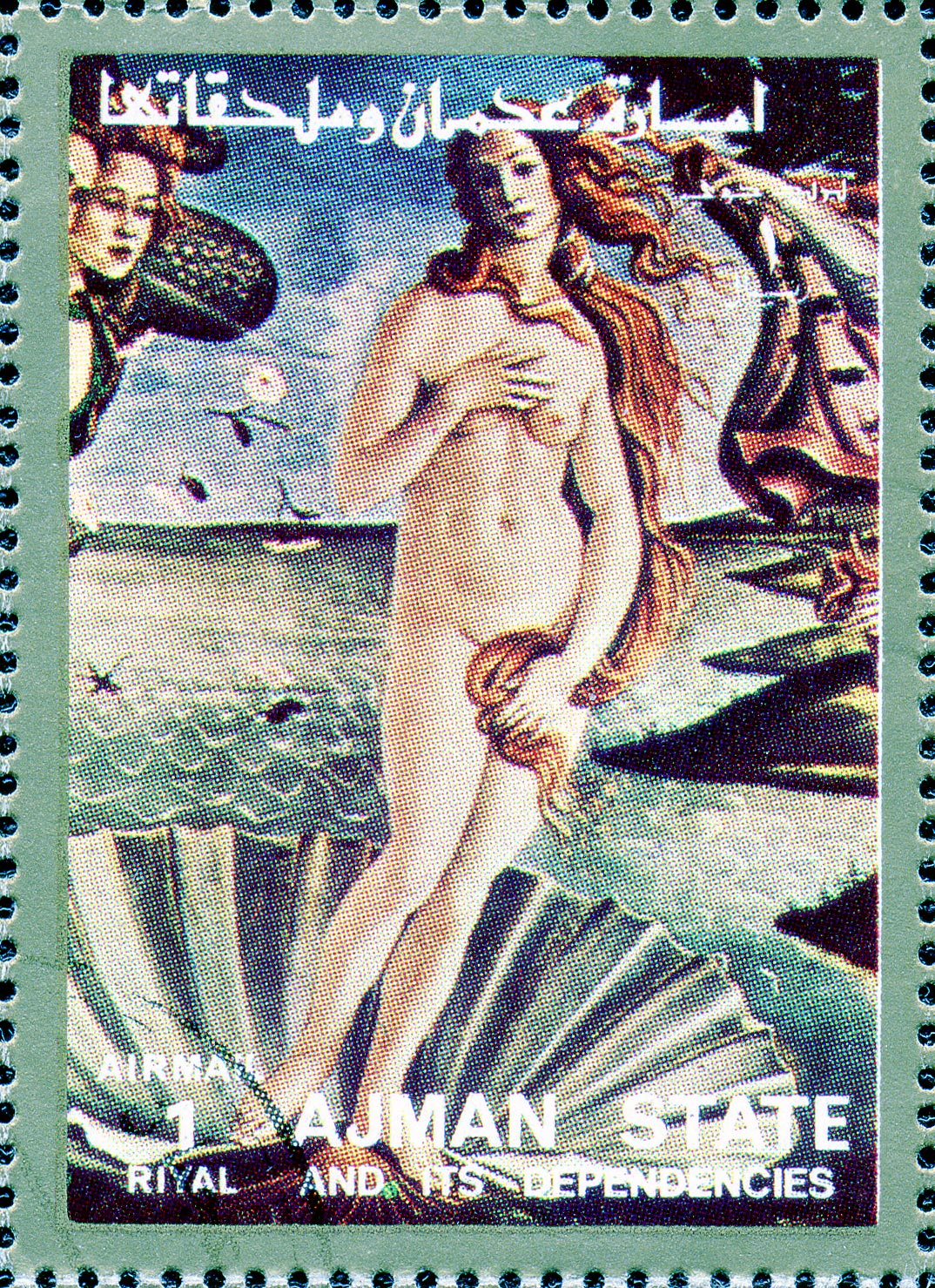
アジュマーンの「ビーナス誕生」の絵画切手
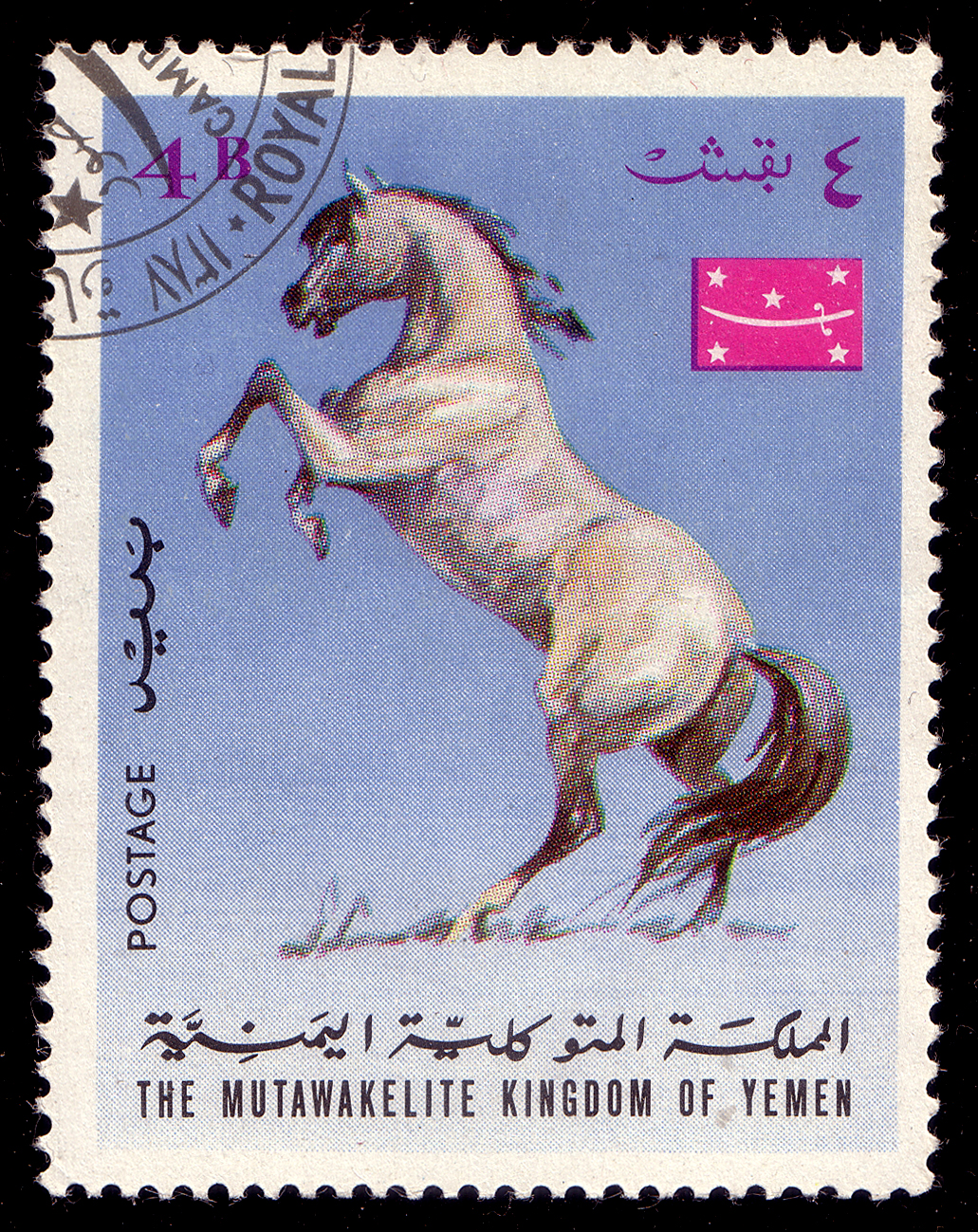
「イエメン王国」名義の切手（1967年）
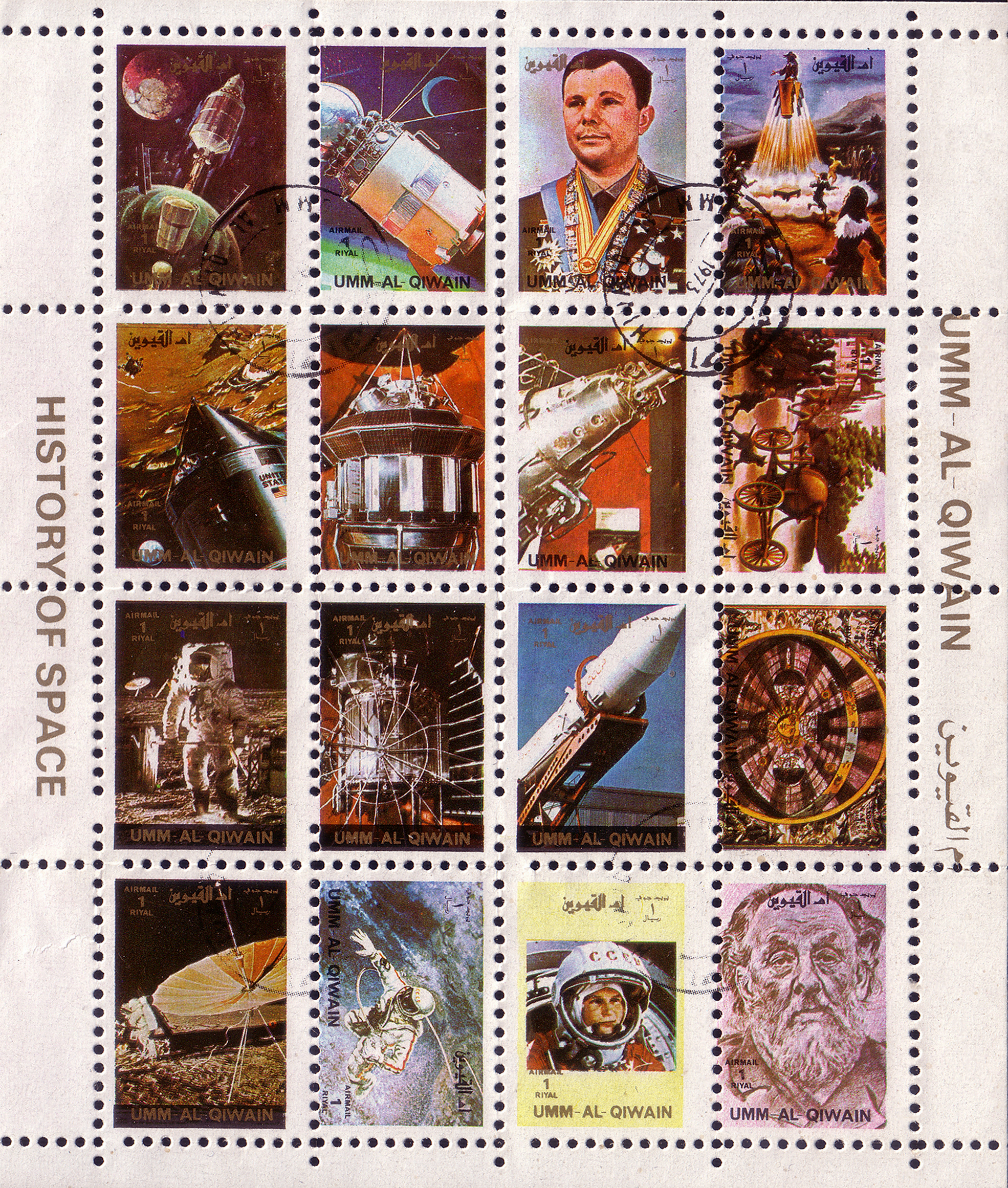
「ウムアルカイワイン」名義で乱造された小型切手のひとつ
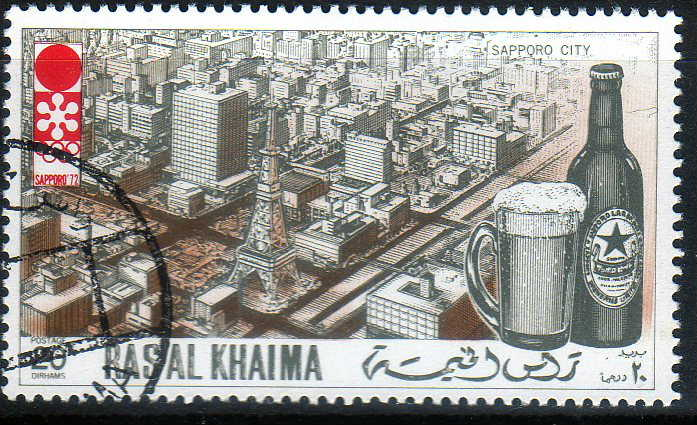
日本関連のひとつ「札幌オリンピック記念」

## 発行枚数
単片ベースで約1万6000種類。
| 発行国・地域             | 発行時期  | 発行枚数 |
| ------------------------ | --------- | -------- |
| アジュマーン             | 1964-1972 | 4,380    |
| マナーマ                 | 1966-1972 | 2,325    |
| ウンム・アル＝カイワイン | 1964-1972 | 1,579    |
| シャールジャ             | 1963-1972 | 2,474    |
| ホール・ファッカーン     | 1965-1969 | 313      |
| フジャイラ               | 1964-1972 | 3,157    |
| ラアス・アル＝ハイマ     | 1964-1972 | 1,771    |
| 合計                     | 合計      | 15,999   |

出典：Stamp Areas of the World